# Archaehierax sylvestris
Archaehierax sylvestris — вид яструбових (Accipitridae), викопні пізньо-олігоценові рештки яких знайдено на півдні Австралії.

## Опис
Скам'янілість, описана як Archaehierax sylvestris представляє хижака, який був більшим за Hamirostra melanosternon, але менший і граціозніший за Aquila audax. Комплексний морфологічний та молекулярний філогенетичний аналіз дозволив виявити Archaehierax як базальний рід родини не тісно пов'язаний з жодною з підродин. Відносно короткі крила, подібні до видів Spizaetus і Spilornis, припускають, що Archaehierax був пристосований для польоту в закритих лісах. Виявлено 63 кістки часткового викопного скелета.

## Поширення
Викопні рештки знайдено із формації Намба, Південна Австралія (~26–24 Ma).

## Етимологія
Родова назва утворена від дав.-гр. ἀρχαῖος — «стародавній» і ἱεραξ — «яструб»; видова назва від лат. sylvestris — «лісовий».